# Diocesi di Baris di Pisidia
La diocesi di Baris di Pisidia (in latino: Dioecesis Barena in Pisidia) è una sede soppressa e sede titolare della Chiesa cattolica.

## Storia
Baris di Pisidia, identificabile con Isparta nell'odierna Turchia, è un'antica sede episcopale della provincia romana della Pisidia nella diocesi civile di Asia. Faceva parte del patriarcato di Costantinopoli ed era suffraganea dell'arcidiocesi di Antiochia.
La diocesi è documentata nelle Notitiae Episcopatuum del patriarcato di Costantinopoli fino al XII secolo.
Sono due i vescovi attribuibili con certezza a questa diocesi: Eraclio, che partecipò al concilio di Nicea del 325; e Leone, che presenziò al secondo concilio di Nicea (787). Ai concili dell'869 e dell'879 furono presenti due vescovi di Baris, Paolo e Stefano, che potrebbero appartenere anche alla sede omonima di Ellesponto.
Dal 1933 Baris di Pisidia è annoverata tra le sedi vescovili titolari della Chiesa cattolica; la sede è vacante dal 10 gennaio 1967.

## Cronotassi

### Vescovi greci
- Eraclio † (menzionato nel 325)
- Leone † (menzionato nel 787)
- Paolo ? † (menzionato nell'869)
- Stefano ? † (menzionato nell'879)

### Vescovi titolari
La cronotassi di Baris di Ellesponto potrebbe comprendere anche alcuni vescovi di questa sede, in quanto nelle fonti citate le due cronotassi non sono distinte.
- Alfred Bertram Leverman † (24 aprile 1948 - 27 luglio 1953 nominato vescovo di Saint John)
- José de Almeida Batista Pereira † (22 dicembre 1953 - 7 novembre 1955 nominato vescovo di Sete Lagoas)
- António Cardoso Cunha † (9 marzo 1956 - 10 gennaio 1967 succeduto vescovo di Vila Real)